# Li Hongyi
Li Hongyi (chino simplificado: 李宏毅) es un actor y cantante chino.

## Biografía
Su hermano es el productor Li Minglin (李明霖).
Estudia en el Beijing Contemporary Music Academy.

## Carrera
Actualmente forma parte de la agencia "李宏毅工作室". Previamente formó parte de la agencia "Mango Entertainment/Beijing Enlight Media Co., Ltd." y mientras estuvo en Corea del Sur fue aprendiz por tres meses de la agencia SM Entertainment.
El 9 de enero del 2017 se unió al elenco principal de la serie Master Devil Do Not Kiss Me, junto a Fair Xing/Xing Fei donde dio vida a Han Qi Luo, hasta el final de la segunda temporada el 4 de abril del mismo año. Su interpretación lo ayudó a aumentar su popularidad.
El 18 de junio del 2018 protagonizó el drama de fantasía “My Love From The Ocean”, junto a Zhou Yu Tong, donde dio vida a Chi Lu, un buscador de tesoros que se disfraza de erudito visitante de Hai Yan debido a una encomienda. Esto ha roto la vida tranquila y pacífica de Dai Xi (Zhou Yu Tong).
El 25 de julio del mismo año se unió al elenco principal de 24 hours, donde interpretó a Li Xin.
El 30 de mayo del 2019 se unió al elenco principal de la serie Prodigy Healer donde interpretó a Mu Xingchen, un joven estudiante de medicina y proveniente de la tribu Shen Mu que termina enamorándose de Ye Yunshang   (Zhao Lusi), una joven proveniente de una familia de médicos, hasta el final de la serie el 20 de junio del mismo año.
El 5 de julio del mismo año se unió al elenco principal de la serie Love Better Than Immortality (también conocida como "Spring Flower, Autumn Moon") donde dio vida a Qiu Yue, un joven que termina enamorándose de Chun Hua (Zhao Lusi), una joven del futuro que llega a su universo, hasta el final de la serie el 16 de agosto del mismo año.
El 18 de junio del 2020 se unió al elenco principal del drama Parallel Love (时间倒数遇见你), junto a Kira Shi/Shi Shi, donde interpreta a Jiao Yang, el joven sucesor de una gran corporación.
El 25 de agosto del 2021 protagonizó el drama “The Coolest World”, nuevamente junto a Zhou Yutong, donde interpretó a Duan Chong, haciendo su primera aparición en el episodio 15.
El 23 de septiembre del mismo año, protagoniza el drama “My Wonderful Roommate”, la secuela de “24 hours”.
El 29 de noviembre del mismo año, se une al elenco de “Heart of Loyalty”, que tiene como protagonistas a Caesar Wu y Zhang Hui Wen, donde interpreta a Su Zui, el sexto hermano de la protagonista y tiene un interés romántico con una princesa, interpretada por Chen Fang Tong, haciendo su primera aparición en el episodio 15.  
El 24 de junio de 2022, protagoniza el drama histórico de comedia romántica "The oLegendary Life of Queen Lau" junto a su coprotagonista Jackie Li, dónde interpreta a Duan Yun Zhang, un joven emperador que con el tiempo y alado de su esposa aprende a ser una mejor versión de sí mismo y un emperador soberano y sabio para su reino. El drama se comenzó a trasmitir por Youku, pero debido a controversias sobre el vestuario del elenco por su similitud con trajes japoneses, fue retirada de su plataforma.  
El 26 de diciembre del mismo año protagoniza el drama "The Blood of Youth" (adaptado de la novela "Shao Nian Ge Xing" y al anime de artes marciales "Great Journey of Teenagers") junto a Ao Rui Peng, Lin Bo Yang, Liu Xue Yi, Li Xin Ze y Dai Yan Ni/Flora Dai, en dónde da vida a Xiao Se. Este drama aumentó su popularidad, ya que fue bien recibida por el público, aunque dependió mucho de su calidad (y no de su promoción) para ser exitoso.   
El 29 de enero de 2023, se estrena el drama de wuxia "Wulin Heroes", también conocido como Wulin Has Pride/ Wulin Has Squeamish en dónde tiene el papel principal, interpretando a Bai Yue. El drama tiene como protagonista femenina principal a Huang Ri Ying quien interpreta a Ye Xi. Posteriormente, tras su finalización se lanzaron 24 episodios especiales con una duración de 5 minutos cada uno.  
El 8 de julio de 2023 se llevó a cabo la ceremonia de filmación de su nuevo drama a protagonizar, Tian Shu Li Ming, junto a Su Xiao Tong.   
Realizó grabaciones para un papel invitado en la precuela de The Blood of Youth, "Shao Nian Bai Ma Zui Chun Feng", en el mes de septiembre de 2023.   

## Filmografía

### Series de televisión
| Año  | Título                                             | Personaje                                             | Rol        | Notas                        |
| ---- | -------------------------------------------------- | ----------------------------------------------------- | ---------- | ---------------------------- |
| TBA  | Feng Yin Ran Mei Xiang                             | Chu Ding Jiang                                        | Principal  | 36 episodios                 |
| TBA  | Hei Bai Jue                                        | Ren Lei Lei                                           | Invitado   | -                            |
| TBA  | Dashing Youth                                      | Xiao Yi                                               | Invitado   | 36 episodios                 |
| TBA  | Tian Shu Li Ming                                   | Hua Fu Sheng                                          | Principal  | 36 episodios                 |
| TBA  | Flying Up Without Disturb                          | Zhong Xi/ Huan Zong                                   | Principal  | 32 episodios                 |
| TBA  | Destiny of Love                                    | Ji Mo                                                 | Invitado   | 24 episodios                 |
| TBA  | Winner is King                                     | Shen Yi/ Ji Ping                                      | Principal  | 40 episodios                 |
| TBA  | The Fated General                                  | Zhao Po Nu                                            | Principal  | 70 episodios                 |
| 2023 | Wulin Has Pride/ Wulin Heroes/ Wulin Has Squeamish | Bai Yue                                               | Principal  | 22 episodios + 1 especial    |
| 2022 | The Blood of Youth                                 | Xiao Se/ Xiao Chu He/ Príncipe Yong'an/ Señor Yong'an | Principal  | 40 episodios + 1 especial    |
| 2022 | The Legendary Life of Queen Lau                    | Duan Yun Zhang                                        | Principal  | 36 episodios                 |
| 2021 | Heart of Loyalty                                   | Su Zui                                                | Secundario | 10 episodios de 24 episodios |
| 2021 | My wonderful Roommate                              | Li Xin                                                | Principal  | 29 episodios de 30 episodios |
| 2021 | The Coolest World                                  | Duan Chong                                            | Secundario | 21 episodios de 40 episodios |
| 2020 | Parallel Love                                      | Jiao Yang                                             | Principal  | 24 episodios                 |
| 2019 | Love Better Than Immortality                       | Qiu Yue                                               | Principal  | 40 episodios                 |
| 2019 | Prodigy Healer                                     | Mu Xing Chen                                          | Principal  | 36 episodios                 |
| 2018 | My Love from the Ocean                             | Chi Lu                                                | Principal  | 28 episodios                 |
| 2018 | 24 Hours                                           | Li Xin                                                | Principal  | 11 episodios/ 12 episodios   |
| 2017 | Master Devil Do Not Kiss Me 2                      | Han Qi Lu                                             | Principal  | 23 episodios                 |
| 2017 | Master Devil Do Not Kiss Me                        | Han Qi Lu                                             | Principal  | 23 episodios                 |
| 2016 | Meow                                               | Mai Xi                                                | Principal  | 12 episodios                 |
| 2015 | Intouchable                                        | Mu Fangcheng                                          | Secundario | ep. #4                       |
| 2015 | Call Me Handsome                                   | Suo Long                                              |            |                              |
| 2014 | Sister Knows                                       | Joven Cálido                                          |            |                              |

### Películas
| Año  | Título              | Personaje | Notas                                                                             |
| ---- | ------------------- | --------- | --------------------------------------------------------------------------------- |
| 2016 | Yesterday Once More | Huang Tao | junto a Lin Gengxin, Bai Jingting, Guo Shu-Tong, Hu Xian Xu (胡先煦) y Liu Mintao |

### Programas de variedades
| Año  | Título                                  | Notas                         |
| ---- | --------------------------------------- | ----------------------------- |
| 2023 | Qian Li Yi Fu De Xing Dong Pai Season 2 | 10 episodios/ Miembro regular |
| 2023 | The Blood of Youth: Especial Project    | 16 episodios/ Miembro regular |
| 2017 | 一棋撩星座                              |                               |
| 2017 | 我想见到你                              | 6 episodios                   |
| 2016 | The Generation Show (年代秀)            | Invitado                      |
| 2016 | Happy Camp                              | Invitado                      |
| 2016 | Super Premiere                          | Episodio 3/ Invitado          |
| 2014 | X-Change                                |                               |

### Revistas / sesiones fotográficas
| Año  | Título         | Notas |
| ---- | -------------- | ----- |
| 2020 | Crush Magazine |       |
| 2020 | Rayli Minibook |       |
| 2020 | Z-ING New      | [ 7 ] |
| 2016 | So Cool        |       |

## Discografía

### Singles
| Año  | Título                                     | Álbum                                    | Notas                                             |
| ---- | ------------------------------------------ | ---------------------------------------- | ------------------------------------------------- |
| 2023 | Zhòngxià (仲夏)                            | -                                        |                                                   |
| 2023 | Waiting (守候)                             | OST de "Wulin Heroes"                    |                                                   |
| 2022 | Heartbeat Frequency (心跳的频率)           | OST de "The Legendary Life of Queen Lau" | Junto a Jackie Li/ La Mu Yang Zi                  |
| 2021 | The Original Me (最初自我)                 | OST de "The Coolest World"               |                                                   |
| 2020 | Countdown to Meet You (时间倒数遇见你)     | OST de "Parallel Love"                   |                                                   |
| 2019 | The Moment Not Completed (未完成的瞬间)    | OST de "Love Better Than Immortality"    |                                                   |
| 2019 | Legend of Qing Nang (青囊传)               | OST de "Prodigy Healer"                  |                                                   |
| 2018 | My Love from the Ocean (来自海洋的你)      | OST de "My Love from the Ocean"          | Junto a Zhou Yu Tong                              |
| 2018 | I Love You                                 | OST de "My Love from the Ocean"          |                                                   |
| 2018 | Planet (星球)                              | OST de "My Love from the Ocean"          |                                                   |
| 2018 | I Love You                                 | OST de "My Love from the Ocean"          |                                                   |
| 2018 | You Who Came from the Ocean (来自海洋的你) | OST de "My Love from the Ocean"          | junto a Teresa Tseng                              |
| 2018 | 19 Years Old (19岁)                        | -                                        |                                                   |
| 2017 | I Want to See You (我想见到你)             | -                                        | junto a Li Minglin                                |
| 2017 | Unique (独特)                              | OST de "Master Devil Do Not Kiss Me"     | junto a Li Minglin                                |
| 2017 | Devil's Love (恶魔的爱)                    | OST de "Master Devil Do Not Kiss Me"     |                                                   |
| 2016 | The Year I Grew Up (当我长大那年)          | -                                        | junto a Li Minglin                                |
| 2016 | Confusion of Youth (青茫)                  | OST de "Yesterday Once More"             | junto a Bai Jingting, Ding Guansen y Zhao Wenlong |
| 2015 | Untouchable Lover (不可触摸的恋人)         | OST de "Intouchable"                     | junto a Liu Zhihong, Zhang Ziwen y Zheng Yecheng  |
| 2015 | Life (生命)                                | -                                        |                                                   |
| 2014 | Love U                                     | -                                        | junto a Li Minglin                                |
| 2014 | Good Boy (好男娃)                          | -                                        | junto a Li Minglin                                |
| 2014 | So Crazy                                   | OST de "Speed of the World"              | junto a Li Minglin                                |

## Premios y nominaciones
| Año  | Categoría                  | Premio                       | Trabajo                     | Resultado |
| ---- | -------------------------- | ---------------------------- | --------------------------- | --------- |
| 2017 | Most Promising Actor Award | 2nd Tencent Video Star Award | Master Devil Do Not Kiss Me | Ganó      |